# Pseudopilolabus giraffa
Pseudopilolabus giraffa es una especie de coleóptero de la familia Attelabidae.

## Distribución geográfica
Habita en México.